# Caesalpinia rhombifolia
Caesalpinia rhombifolia är en ärtväxtart som beskrevs av Jules Eugène Vidal. Caesalpinia rhombifolia ingår i släktet Caesalpinia och familjen ärtväxter. Inga underarter finns listade i Catalogue of Life.